# Septulina glauca
Septulina glauca là một loài thực vật có hoa trong họ Loranthaceae. Loài này được (Thunb.) Tiegh. miêu tả khoa học đầu tiên năm 1895.